# Myrteta angelica
Myrteta angelica är en fjärilsart som beskrevs av Butler 1915. Myrteta angelica ingår i släktet Myrteta och familjen mätare. Inga underarter finns listade i Catalogue of Life.

## Bildgalleri

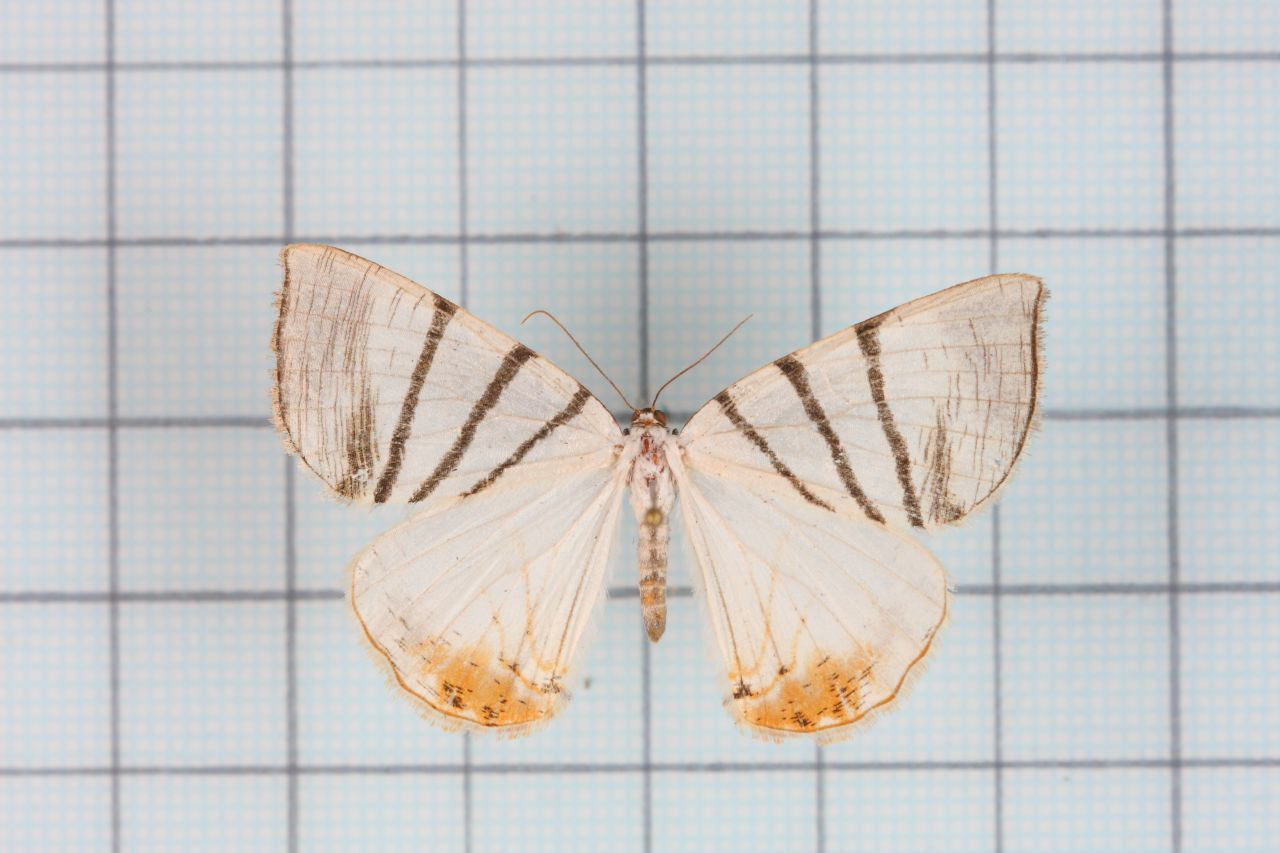